# Льотно-дослідницький інститут імені М. М. Громова
Льо́тно-дослі́дницький інститу́т і́мені М. М. Гро́мова (ЛДІ) — наукова установа, що складається з аеродрому («Жуковський») і наукового центру, розташованого в місті Жуковський Московської області.  
Заснований 8 березня 1941 року відповідною постановою Раднаркому СРСР і ЦК ВКП(б). Вперше очолив інститут льотчик-випробувач, Герой Радянського Союзу Михайло Михайлович Громов.
Аеродром ЛДІ — один з найбільших у світі. Площа його бетонного покриття становить 2,5 мільйонів квадратних метрів. Основна злітно-посадкова смуга аеродрому (ЗПС-4) — найдовша в Європі (її довжина — 5403 метри). 
Злітно-посадкова смуга ЛДІ розглядалася як один із варіантів для посадки орбітального корабля «Буран», її також використовували для відпрацювання технологій корабля на аеродинамічних моделях «Бурану», в тому числі в натуральну величину. 
З 1992 року аеродром щороку приймає авіавиставки, раз на два роки (по непарних) проводиться Міжнародний авіаційно-космічний салон «МАКС». Черговий авіасалон пройшов у 2009 році. 
Використовується також як вантажний аеродром. Крім випробувальної авіації на ньому базується авіація МНС Росії.